# Nibret Melak
Nibret Melak Bogale (* 9. Oktober 1999) ist ein äthiopischer Leichtathlet, der sich auf den Langstreckenlauf spezialisiert hat.

## Sportliche Laufbahn
Nibret Melak bezeichnet den ehemaligen äthiopischen Top-Langstreckenläufer, Kenenisa Bekele, als sein Kindheitsidol. Dessen Triumphe waren es, weswegen Melak den Wunsch hegte Olympiateilnehmer zu werden. Im Jahr 2018 bestritt er seine ersten internationalen Wettkämpfe im Langstreckenlauf. Im Mai trat er beim Diamond-League-Meeting in Shanghai an und belegte in 13:10,99 min über 5000 Meter den fünften Platz. Später im Sommer steigerte er sich im belgischen Heusden-Zolder auf 13:07,27 min. Auch 2019 trat er beim Diamond-League-Meeting in Shanghai an, diesmal belegte er Platz 14. Im Oktober erreichte er beim The Bridgestone Great 10k in Berlin in einer Zeit von 28:32 min den dritten Platz über 10 km. 2020 trat er zu seinem ersten Wettkampf über die Halbmarathondistanz an, konnte das Rennen in den Vereinigten Arabischen Emiraten allerdings nicht beenden. 2021 qualifizierte sich Melak für die äthiopischen Ausscheidungswettkämpfe für die Olympischen Sommerspiele in Tokio. Diese fanden Anfang Juni im niederländischen Hengelo statt. Melak stellte über die 5000 Meter in 12:54,22 min und qualifizierte sich nationsintern als Zweitschnellster für die Spiele. Anfang August ging er im Vorlauf der 5000 Meter bei den Spielen an den Start. In 13:45,81 verpasste er als 14. seines Laufes den Einzug in das Finale. Insgesamt belegte er den 28. Platz. Ein paar Wochen später, stellte er in den USA neue Bestzeiten über die 3000- und die Zweimeilendistanz auf. Im November trat er in Sevilla erstmals in einem Crosslauf an und belegte den dritten Platz. 2022 trat Melak zu seinen ersten Hallenwettkämpfen an, verpasste allerdings die Qualifikation für die Hallenweltmeisterschaften in Belgrad. Bereits im Januar konnte er den traditionsreichen Cross-Wettkampf über 5 Meilen von San Vittore Olona in 28:33 min gewinnen.

## Wichtige Wettbewerbe
| Jahr                  | Veranstaltung           | Ort                   | Platz                 | Disziplin             | Zeit                  |
| Startet für Äthiopien | Startet für Äthiopien   | Startet für Äthiopien | Startet für Äthiopien | Startet für Äthiopien | Startet für Äthiopien |
| --------------------- | ----------------------- | --------------------- | --------------------- | --------------------- | --------------------- |
| 2021                  | Olympische Sommerspiele | Tokio                 | 28.                   | 5000 m                | 13:45,81 min          |

## Persönliche Bestleistungen
Freiluft
- 3000 m: 7:39,77 min, 11. September 2022, Zagreb
- 5000 m: 12:54,22 min, 8. Juni 2021, Hengelo
- Halbmarathon: 59:06 min, 12. März 2023, Lissabon

Halle
- 3000 m: 7:50,39 min, 12. Februar 2022, Dortmund